# Fluke (Unternehmen)

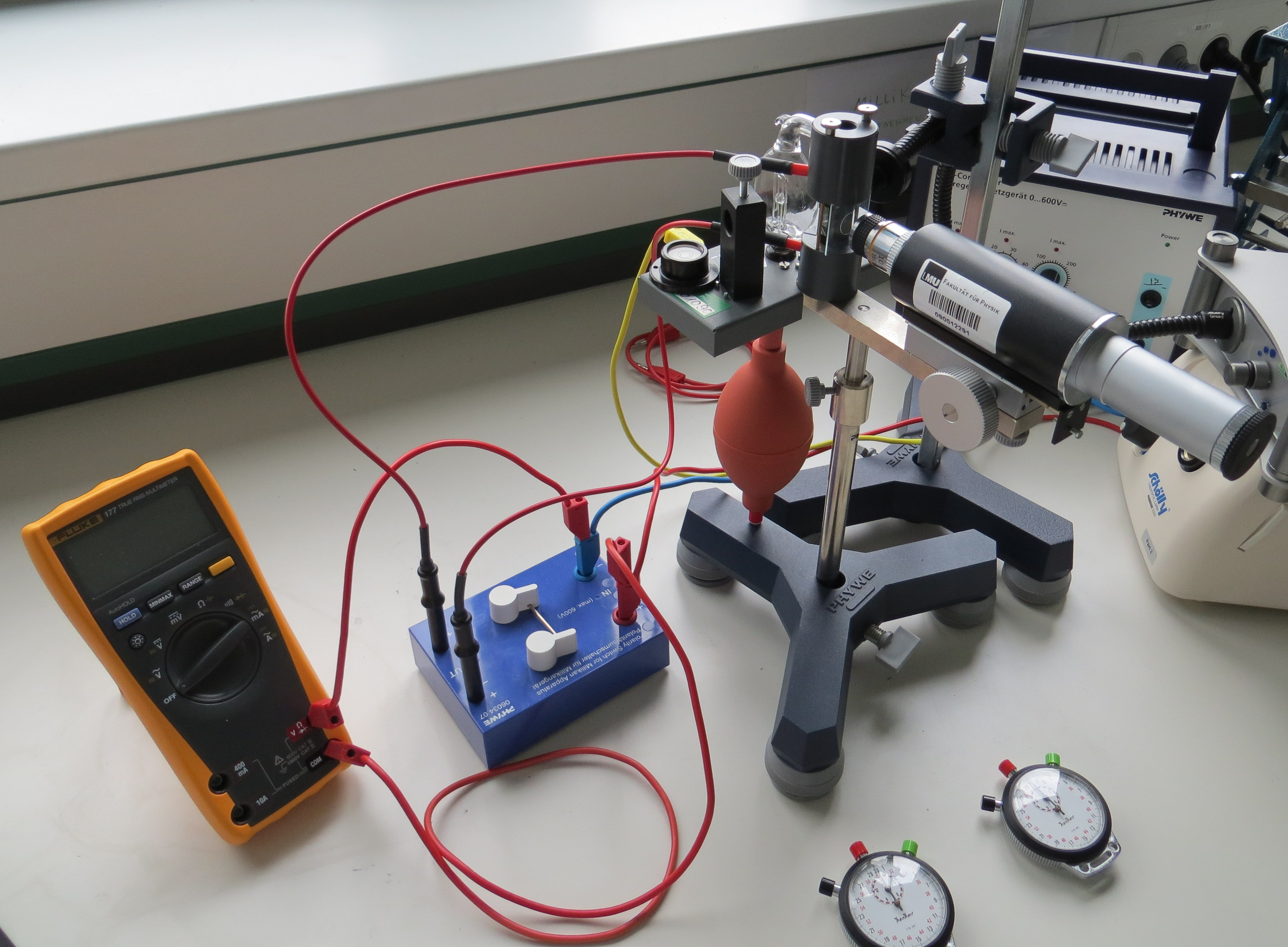
Laborversuch mit dem Echteffektiv-Multimeter Fluke 177

Fluke ist ein weltweit agierendes US-amerikanisches Industrieunternehmen, welches elektronische Messgeräte herstellt. 
Das Unternehmen wurde 1948 von John Fluke im Nordwesten der Vereinigten Staaten gegründet. Heute befindet sich der Hauptsitz in Everett im Bundesstaat Washington. Fluke unterhält Werke in den Vereinigten Staaten, Asien und Europa sowie Tochtergesellschaften für den Vertrieb und den Service in etlichen Ländern. Fluke gehört heute zu Fortive. 
Mit dem 1977 eingeführten Hand-Digitalmultimeter Typ 8020A schuf Fluke das Muster der auch heute üblichen digitalen Multimeter mit Flüssigkristallanzeige und belieferte fortan nicht mehr nur Werkstätten und Labore, sondern entwickelte vor allem Geräte für den Feldeinsatz. Das 8020A war zum Schutz vor Überspannung mit Varistoren und Sicherungswiderständen ausgestattet.
Das Sortiment von Fluke umfasst heute Messgeräte insbesondere für den Feldeinsatz, auch für anspruchsvolle Aufgaben wie beispielsweise Oszilloskope oder Wärmebildkameras. 
Die Domain fluke.com wurde am 27. Oktober 1986 registriert und zählt somit zu den 40 ältesten noch existierenden .com-Domains.